# Gliese 445
Gliese 445 is een rode dwerg met een magnitude van +10,84 in het sterrenbeeld Giraffe met een spectraalklasse van M4.0Ve. De ster bevindt zich 17,14 lichtjaar van de zon.
Over 40.000 jaar zal Voyager 1 deze ster passeren op een afstand van 1,6 lichtjaar. Op dat moment staat Gliese 445 op 3,45 lichtjaar van de zon.